# San Nicolás de los Garza
San Nicolás de los Garza là một đô thị thuộc bang Nuevo León, México. Năm 2005, dân số của đô thị này là 476761 người.